# Leiocephalus endomychus
Espèce
Synonymes
- Leiocephalus vinculum endomychus Schwartz, 1967

Leiocephalus endomychus est une espèce de sauriens de la famille des Leiocephalidae.

## Répartition
Cette espèce est endémique d'Hispaniola.

## Publication originale
- Schwartz, 1967 : The Leiocephalus (Lacertilia: Iguanidae) of Hispaniola. II. The Leiocephalus personatus complex. Tulane Studies in Zoology, vol. 14, p. 1-53 (texte intégral).